# HMS York (1753)
El HMS York fue un navío de línea de 60 cañones de cuarta clase de la Royal Navy, construido en el astillero de Plymouth como se especifica en el proyecto del Establecimiento de 1745, y botado el 10 de noviembre de 1753.
El York sirvió hasta 1772, cuando se tomó la decisión de desguazado.

## Fuente
- Lavery, Brian (2003). The Ship of the Line - Volume 1: The development of the battlefleet 1650-1850. Conway Maritime Press. ISBN 0-85177-252-8.

- Datos: Q5635030